# دیلیپ کومار
دیلیپ کومار (با نام تولد محمد یوسف خان؛ زاده ۱۱ دسامبر ۱۹۲۲ در پیشاور – درگذشته ۷ ژوئیهٔ ۲۰۲۱ در بمبئی) بازیگر و تهیه‌کننده فیلم هندی بود که بیشتر به خاطر کار در بالیوود شناخته می‌شد. از او به‌عنوان «سلطان تراژدی» و «نخستین خان» یاد می‌شد. نام هنری دیگر او «دیلیپ صاحب» است. دیلیپ کومار از نمادهای بالیوود و بازیگر افسانه‌ای به‌شمار می‌رفت.
کومار نخستین بار به عنوان بازیگر در فیلم جوار باتا (۱۹۴۴)، تولید شده توسط بمبئی تاکیز حضور داشت. کومار در پنج دهه کار حرفه‌ای خود در بیش از ۶۵ فیلم بازی کرد. او به خاطر بازی در فیلم‌های رمانتیک سبک (۱۹۴۹)، غرور (۱۹۵۲)، درام اجتماعی  لکه‌دار (۱۹۵۲)، درام دیوداس (۱۹۵۵)، کمیک آزاد (۱۹۵۵)، حماسی تاریخی مغول اعظم (۱۹۶۰)، درام جنایی گنگا و جمنا (۱۹۶۱) و کمدی رام و شام  (۱۹۶۷) شناخته می‌شود.

## اوایل زندگی

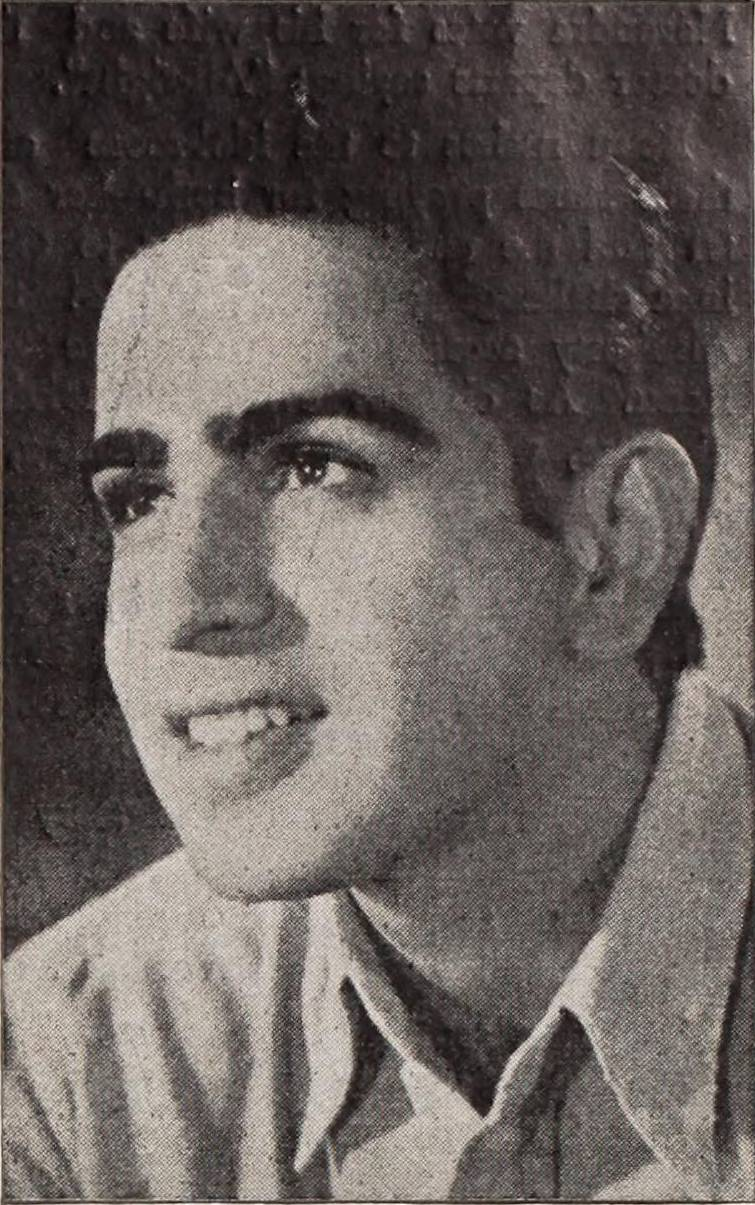
دیلیپ کومار در سال ۱۹۴۴ در فیلم جوار باتا

دیلیپ کومار در یک خانواده مسلمان هندکویی (اعوان هندکو زبان) در خانه ای در محله بازار قیسا خوانی پیشاور، شهری در استان مرزی شمال غربی هند بریتانیا به دنیا آمد. او یکی از دوازده فرزند لاله غلام سرورعلی خان (۱۸۹۰–۱۹۵۰) و همسرش عایشه بیگم (۱۸۹۷–۱۹۴۸) بود. پدرش یک بازرگان میوه و مالک باغ‌های بزرگ در پیشاور و دولالی بود. دیلیپ کومار ۱۲ خواهر و برادر داشت.
خان در مدرسه بارنز در دولالی (اکنون در ماهاراشترا)، جایی که پدرش باغ‌های میوه داشت، تحصیل کرد. او در همان محله‌ای در پیشاور بزرگ شد که راج کاپور، دوست دوران کودکی‌اش، و بعداً همکارش در صنعت فیلمسازی بود. در سال ۱۹۴۰، او به پونا نقل مکان کرد و یک مغازه عرضه میوه خشک و یک غذاخوری کوچک راه اندازی کرد. علیرغم اینکه خانواده دیلیپ کومار اصالتاً اهل پیشاور بودند، اما تصمیم گرفتند پس از تجزیه هند در سال ۱۹۴۷ در بمبئی بمانند.
خان هرگز با نام اصلی خود بازی نکرد و در سال ۱۹۴۴ در فیلم جوار باتا با نام هنری دیلیپ کومار به ایفای نقش پرداخت. در زندگی‌نامه خود، دیلیپ کومار: جوهر و سایه، او نوشت که این نام پیشنهادی از طرف دویکا رانی بود که یکی از تهیه‌کنندگان فیلم جوار باتا بود. در مصاحبه‌ای در سال ۱۹۷۰، او گفت که این نام را به دلیل ترس از پدرش انتخاب کرد، پدری که هرگز حرفه بازیگری او را به دلیل نظر منفی مردم نسبت به بازیگران قبول نکرد.

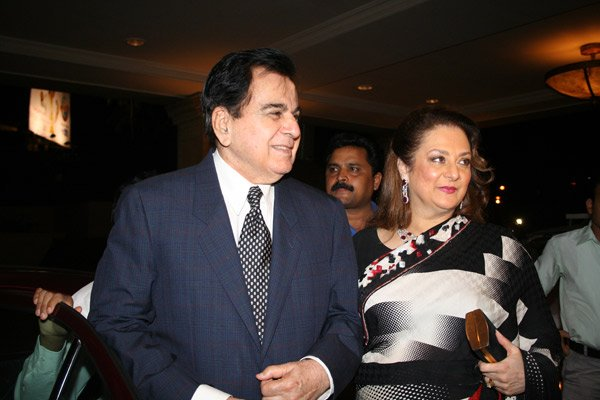
دیلیپ کومار و سایرا بانو

## زندگی هنری

### آغاز بازیگری
دیلیپ کومار در پیشاور زاده شد و در نوجوانی همراه با خانواده به بمبئی رفت و پس از چند سال به کمک دویکا رانی وارد دنیای سینما شد. نویسندهٔ هندی باگواتی چاران وارما سه نام را به او پیشنهاد داد: واسودِو، جهانگیر و دیلیپ کومار. دیلیپ کومار گفت: هر اسمی به غیر از یوسف خان. سپس نام دیلیپ کومار را برای خود برگزید. اکران نخستین فیلم او جوار باتا به سال ۱۹۴۴ برمی‌گردد. بازی دیلیپ در آن فیلم، چندان مورد توجه قرار نگرفت.

### اوج‌گیری
او پس از جوار باتا او در دو فیلم دیگر بازی کرد تا نوبت به فیلم جاگنو (۱۹۴۷) رسید. بازی در این فیلم، او را به صورت چهره‌ای مطرح درآورد. دو سال بعد در کنار راج کاپور فیلم ملودرام انداز را با حضور نرگس دات بازی کرد. موفقیت کلان مادی این فیلم کومار را به صورت یک ستاره درآورد. سبک (فیلم ۱۹۴۹) با بازی کومار و راج کاپور پرفروش‌ترین هند تا آن تاریخ بود. اما رکورد فیلم انداز در همان سال توسط فیلم باران راج کاپور که نرگس هم در آن حضور داشت زده شد.

### فروش بالا
دیلیپ کومار در دهه‌های پسین نیز به بازیگری ادامه داد و بسیاری از کارهایش جزء آثار پرفروش بالیوود شدند. از جمله فیلم‌های غرور (۱۹۵۲)، دیوداس (۱۹۵۵)، آزاد (۱۹۵۵)، مغول اعظم (۱۹۶۰)، قانون (۱۹۸۲)، کارما (۱۹۸۶) که هر کدام جزء پرفروش‌ترین فیلم‌های صنعت سینمای هند هستند.

### پایان بازیگری
در سال ۱۹۷۶ بازیگری را موقتاً کنار گذاشت و برای ۵ سال از دنیای سینما دور شد. وی تقریباً در همین سال‌ها یعنی از سال ۱۹۷۷ تا ۱۹۸۰ دارای دو همسر بود که پس از فاش شدن موضوع برای مخدوش نشدن وجهه‌اش همسر دومش را طلاق داد. کومار در سال ۱۹۸۱ با فیلم بسیار پرفروش کرانتی به پرده سینماها بازگشت. در این ایام با وجود کهنسالی در فیلم‌های پرفروشی مانند قانون، کارما و سوداگر بازی کرد. سرانجام در سال ۱۹۹۸ فیلم قلعه را بازی کرد و پس از ۵۵ سال کار هنری درخشان رسماً بازنشستگی خود را اعلام کرد.

### رکورددار فیلم فیر
دیلیپ کومار نخستین بازیگر برندهٔ جایزه بهترین بازیگر (مرد) فیلم فیر است و با ۸ بار دریافت این جایزه در کنار شاهرخ خان رکورددار است. جشنوارهٔ فیلم فیر در نخستین بار برگزاری خود در سال ۱۹۵۳ دیلیپ کومار را برای بازی در فیلم لکه‌دار به عنوان بهترین بازیگر مرد سال برگزید و جایزه بهترین بازیگر زن به مینا کوماری برای بازی در فیلم بایجو دیوانه رسید.

## زندگی شحصی

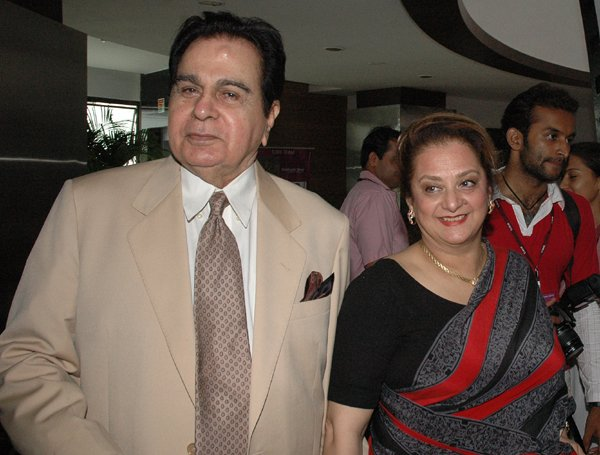
دیلیپ کومار و سایرا بانو

دیلیپ کومار و مدهوبالا در جریان فیلمبرداری فیلم ترانه در سال ۱۹۵۱ با هم آشنا شدند. قبل از فیلمبرداری فیلم ترانه، آنها برای اولین بار سر ست فیلمبرداری فیلم «جوارباتا» که اولین فیلم کومار بود همدیگر را دیده بودند اما با هم صحبت نکرده بودند. بنا به گزارش در آخرین روزهای فیلمبرداری فیلم ترانه، مدهوبالا یک گل رز صورتی برای کومار فرستاد که او عشقش را پذیرفت و بعداً نامه ای نیز برای مدهوبالا نوشت. در آن زمان کومار ۲۹ و مدهوبالا ۱۸ سال داشت. بدین ترتیب رابطهٔ عاشقانهٔ دو بازیگر آغاز شد و با هم نامزد کردند. رابطهٔ آن دو به مدت ۷ سال ادامه داشت تا اینکه رابطه آنها به دلیل دعوای دیلیپ و پدر مدهوبالا (عطاء الله خان) به دلیل حمایت دیلیپ از بی آر چوپرا (کارگردان فیلم عصر جدید (فیلم ۱۹۵۷)) در دعاوی حقوقی سر بازگرداندن پیش‌درآمد بازی در فیلم عصر جدید که بی آر چوپرا مبلغ را به عطاء الله خان پدر مدهوبالا داده بود به جدایی ختم شد. آنها پس از مغول اعظم (فیلم ۱۹۶۰) دیگر هرگز با هم کار نکردند. کومار بعداً در زندگی‌نامه خود بیان کرد: «آیا همانطور که روزنامه‌ها و مجلات در آن زمان گزارش می‌دادند، من عاشق مدهوبالا بودم؟ به عنوان پاسخی به این سوال که مکررا از من پرسیده می‌شود، باید اعتراف کنم که من هم جذب او شده بودم. او یک همبازی خوب و پرنشاط بود، ویژگی‌هایی را داشت که من در آن سن و سال امیدوار بودم بتوانم آن ویژگی را در یک زن پیدا کنم… او همانطور که قبلاً گفتم بسیار باهوش و با نشاط بود و می‌توانست نقاشی بکشد و خیلی زود بدون هیچی زحمتی من را از سکوت و خجالت بیرون آورد.» با این حال، کومار در بیوگرافی که از خود به اشتراک گذاشت عنوان کرد که برخلاف تصور رایج، پدر مدهوبالا (عطاالله خان)، مخالف پیوند آنها نبوده، اما درعوض می‌خواست این ازدواج را به یک سرمایه‌گذاری تجاری تبدیل کند که موفق نشد.
در اواخر دهه ۱۹۵۰، ویجینتی مالا به وسیله شایعاتی که مجلات پخش می‌کردند به کومار مرتبط شد، کسی که در مقایسه با هر بازیگر زن دیگری با او بیشترین بازی را انجام داده‌است، که منجر به شیمی عالی آن در فیلم‌ها شد. در حالی که کومار و ویجینتی مالا برای فیلمبرداری فیلم گنگا و جمنا (۱۹۶۱) کار می‌کردند، طبق گزارش‌ها، کومار رنگ لباس‌هایی را که ویجینتی مالا در هر صحنه می‌پوشید، انتخاب کرد.
در سال ۱۹۶۶، کومار۴۴ ساله با بازیگر زن سایرا بانو که ۲۲ سال از او کوچکتر بود ازدواج کرد. ۱۴ سال بعد در ۱۹۸۰ خبر ازدواج دیلیپ کومار با زنی به نام اسماء رحمان که یک زن پاکستانی اهل حیدر آباد بود، پخش شد و معلوم شد که ۳ سال از ازدواج آن‌ها می‌گذرد. این خبر باعث مخدوش شدن چهره دیلیپ کومار شد. از این رو (و همچنین به دلیل ادامهٔ ارتباط اسماء با شوهر پیشینش) در میانهٔ سال ۱۹۸۰ ازدواج کومار با زن دومش به پایان رسید. بانو و او در باندرا زندگی می‌کردند و هیچ فرزندی نداشتند. او در زندگی‌نامه خود، «دیلیپ کومار: ماده و سایه» فاش کرد که درواقع بانو در سال ۱۹۷۲ باردار شده بود، اما در دوران بارداری دچار عوارضی شد که منجر به سقط جنین شد. در پی این امر، آنان با اعتقاد به خواست خداوند، دیگر اقدام به بچه دار شدن نکردند.
کومار به زبان هندکو (زبان مادری خود) و همچنین اردو، هندی، پشتو، پنجابی، مراتی، انگلیسی، بنگالی، گجراتی، فارسی و لهجه‌های بوجپوری و آوادی مسلط بود. او همچنین از علاقه مندان بزرگ موسیقی بود و نحوه نواختن سیتار را برای بازی در یک فیلم آموخت. به بازی کریکت علاقه داشت و اغلب کریکت بازی می‌کرد ویک بار یک تیم کریکت را در مقابل راج کاپور در یک مسابقه دوستانه کریکت که برای خیریه برگزار شد، رهبری کرد. دیلیپ کومار و خانواده اش که در پیشاور و بمبئی بزرگ شدند، رابطه نزدیکی با خانواده کاپور داشتند.
برادر کوچکترش نصیرخان (۱۹۲۴–۱۹۷۴) نیز یک بازیگر برجسته سینما بود. دو تن از برادران کوچک‌تر او به نام‌های اسلم خان (۱۹۳۲–۲۰۲۰) و احسان خان (۱۹۳۰–۲۰۲۰) پس از مثبت شدن آزمایش کووید-۱۹ در سال ۲۰۲۰ در عرض دو هفته درگذشتند.

## درگذشت
دیلیپ کومار در چند ماه پایانی زندگی خود بیمار بود. در اواخر ژوئن ۲۰۲۱ و در پی وقفه‌هایی که در تنفس دیلیپ کومار پیش می‌آمد به بیمارستانی غیر کوویدی منتقل شد. وی پس از خارج کردن مایعات اضافی از ریه‌ها از بیمارستان مرخص شد. اما دیلیپ کومار در بیمارستانی در بمبئی به دلیل کهولت سن و مشکلات تنفسی درگذشت.
آمیتاب باچان بلافاصله با انتشار این خبر عکس مشترکی منتشر کرد و درگذشت اسطوره بازیگری را تسلیت گفت. وی نوشت: اگر زمانی تاریخ سینمای هند نوشته شود به ۲ دوره پیش از دیلیپ کومار و پس از آن تقسیم می‌شود.

## فیلم‌شناسی
فهرست برخی از فیلم‌هایی که دیلیپ کومار در آن‌ها به ایفای نقش پرداخته‌است:
- رام و شام (۱۹۶۷)
- قانون (فیلم ۱۹۸۲)
- میلان (فیلم ۱۹۴۶)
- سوداگر (فیلم ۱۹۹۱)
- کوه‌نور (۱۹۶۰)
- ساگینا (۱۹۷۴)
- پیغام (فیلم ۱۹۵۹)
- یهودی (فیلم ۱۹۵۸)
- آزاد (فیلم ۱۹۵۵)
- دوداس (فیلم ۱۹۵۵)
- مغل اعظم (فیلم ۱۹۶۰)
- قانون از ماست (۱۹۸۹)
- مادهوماتی (۱۹۵۸)
- غرور (فیلم ۱۹۵۲)
- سبک (فیلم ۱۹۴۹)
- عصر جدید (فیلم ۱۹۵۷)
- شهید (فیلم ۱۹۴۸)
- مشعل (فیلم ۱۹۸۴)
- کارما (فیلم ۱۹۸۶)
- قاضی (فیلم ۱۹۸۶)
- کوشش (فیلم ۱۹۷۲)
- انقلاب (فیلم ۱۹۸۱)
- دنیا (فیلم ۱۹۸۴)
- رهبر (۱۹۶۴)
- جاویدان (فیلم ۱۹۵۴)
- لکه‌دار (فیلم ۱۹۵۲)
- سنگ‌دل (فیلم ۱۹۵۲)
- گنگا و جمنا (۱۹۶۱)
- راهب زن (۱۹۵۰)
- بابل (۱۹۵۰)
- کرم شب‌تاب (۱۹۴۷)
- جشنواره (۱۹۴۸)
- جزر و مد (۱۹۴۴)
- پراتیما (۱۹۴۵)
- تخت پرنده (۱۹۵۵)
- عشق بی‌نظیر (۱۹۴۸)
- داستان (۱۹۷۲)